# Louise Holst
Juliane Sophie Louise Holst, född 10 oktober 1840 i Köpenhamn, död där 18 augusti 1883, var en dansk skådespelare. Hon tillhörde Folketeatrets ledande scenkonstnärer från 1857. 